# Les Enfants de Timpelbach
Pour le film, voir Les Enfants de Timpelbach (film).
Les Enfants de Timpelbach (titre original : Timpetill, Die Stadt ohne Eltern - littéralement : Timpetill, la ville sans parents - puis Timpetill), est un roman pour la jeunesse de l'écrivain allemand Henry Winterfeld, paru en 1937 en Suisse sous le pseudonyme d'auteur Manfred Michael. En France, il est publié pour la première fois en 1957 chez Hachette. Il a été adapté au cinéma par Nicolas Bary réalisateur et scénariste français en 2008.

## Résumé
Timpelbach est un village médiéval semblant calme et paisible. Mais il ne l'est pas totalement. En effet, depuis quelque temps les enfants multiplient farces et mauvais coups contre leurs camarades et contre leurs parents. La bande des vilains se nomme Pirates. Exaspérés les adultes choisissent d'effrayer les enfants en les abandonnant une journée entière, en faisant semblant de partir à tout jamais.
Mais l'aventure tourne mal lorsque les parents, perdus dans la forêt, sont arrêtés par des soldats étrangers qui les accusent de tenter une invasion de leur pays.
Dans le village de Timpelbach, les enfants doivent s'organiser face à la disparition de leurs parents. Très rapidement, deux bandes adverses se créent : l'une, menée par Oscar, s'organise dans la violence, les grandes fêtes et l'excès ; l'autre, très raisonnable, s'organise avec Thomas, Manfred et Marianne pour recréer une copie démocratique mais conforme et moralisatrice de la société de leurs parents.
A la fin, les parents reviennent au village après un moment d'absence et ces derniers sont bien accueillis par les enfants qui leur ont préparé une petite cérémonie.

## Éditions françaises
- 1957 : Les Enfants de Timpelbach - Hachette, collection Idéal-Bibliothèque no 125, traduction d'Olivier Séchan, illustrations de Jacques Pecnard, 191 p.
- 1972 : Les Débrouillards de Timpelbach - Hachette, collection Bibliothèque rose no 11, traduction d'Olivier Séchan, illustrations de Jacques Fromont, 186 p.
- 1980 : Les Enfants de Timpelbach - Le Livre de poche Jeunesse, no 24, traduction d'Olivier Séchan, illustrations de Jean-Paul Barthe, 247 p. Réédition en 2001 dans la même collection,  (ISBN 2-01-321889-3).
- 2008 : Les Enfants de Timpelbach - Le Livre de poche Jeunesse, no 24, traduction d'Olivier Séchan, 251 p.,  (ISBN 978-2-01-322505-2).

## Adaptation au cinéma
- 2009 : Les Enfants de Timpelbach, film français de Nicolas Bary avec, dans les seconds rôles, Carole Bouquet et Gérard Depardieu.